# Youssef Enríquez Lekhedim
Youssef Enríquez Lekhedim (àrab: يوسف إنريكيز لخديم, Yūsuf Inrīkīz Laẖdīm) (Madrid, 7 d'octubre de 2005), conegut com a Yusi, és un futbolista professional que juga com a lateral esquerre a l'Alavés a La Liga. Nascut a Espanya, representa el Marroc a nivell internacional juvenil.

## Carrera de club
Nascut a Madrid de pare espanyol i mare marroquina, Enríquez va començar la seva carrera al San Fernando Henares, abans d'unir-se al Rayo Vallecano el 2013. Després d'una etapa de dos anys al Rayo Vallecano, Enríquez va fitxar per l'ED Moratalaz durant un any, abans d'anar al Getafe CF el 2016. El 2017, Enríquez va fitxar per la secció juvenil del Reial Madrid.

### Reial Madrid
El 2017, Enríquez es va incorporar a l'acadèmia del Reial Madrid, i primer va formar part del seu equip sub-14 B. Va jugar amb l'equip sub-19 de la Lliga Juvenil de la UEFA la temporada 2023-24.
El 30 de novembre de 2023, Enríquez va signar un nou contracte amb el Reial Madrid fins al 2028. El juliol de l'any següent, va ser ascendit oficialment al Reial Madrid Castilla des del planter, incorporant-se a l'equip filial del Reial Madrid.

### Alavés
El 16 de juliol de 2025, Enríquez va signar un contracte de quatre anys amb el Deportivo Alavés de la Lliga.

## Carrera internacional
Elegible per representar tant Espanya com el Marroc, Enríquez va jugar amb la selecció espanyola sub-15 fins a la sub-18, abans de canviar la seva lleialtat nacional a la selecció marroquina. Des del 2023, ha representat la selecció marroquina sub-20.
El març de 2024, Enríquez va ser convocat per Walid Regragui i va ser inclòs a la convocatòria definitiva de la selecció marroquina per als amistosos contra Angola i Mauritània com a suplent no utilitzat.

## Palmarès
Reial Madrid Castella
- Divisió d'Honor Juvenil : 2022 – 23
- Copa del Rei Juvenil: 2022 – 23
- Copa de Campions de División d'Honor Juvenil: 2023

Reial Madrid
- Copa Intercontinental de la FIFA: 2024[8]